# مهدي الإصفهاني الكاظمي
محمد مهدي الخوانساري الأصفهاني الكاظمي (1319 هـ - 1390 هـ)، رجل دين شيعي إيراني مولود بالعراق وعاش وتوفي ودفن بها، وهو مؤلف كتاب (أحسن الوديعة) الذي كتبه تتمة لكتاب عمه محمد باقر الخوانساري المعروف (روضات الجنات في تراجم العلماء والسادات).

## مؤلفاته
- نفائس الكلام في شرح أسماء الله الحسنى العظام.[1]
- أحسن الوديعة في تراجم مشاهير مجتهدي الشيعة. يسمى كذلك الباقيات الصالحات في تتميم روضات الجنات حيث ألف المؤلف هذا الكتاب تتميما لكتاب روضات الجنات لعمه محمد باقر الخوانساري.[2]